# Isto É Bom
Isto É Bom (en français : « C'est bon ») est une chanson de lundu écrite par Xisto Bahia et chantée par Baiano. Publiée en 1902 par Casa Edison sous le label Zonophone, cette chanson est considérée comme le premier enregistrement phonographique au Brésil par la plupart des chercheurs sur l'histoire de la musique populaire brésilienne,,.
Elle a fait l'objet de reprises pendant des décennies dans les carnavals, en particulier dans les années 1960 dans O bigorrilho.